# La Sainte Famille avec saint Jean
La Sainte Famille avec saint Jean est un tableau réalisé par le peintre italien Andrea Mantegna vers 1500. Exécutée a tempera sur toile, cette  peinture chrétienne représente la Sainte Famille en compagnie du petit Jean le Baptiste. L'Enfant Jésus y figure un orbe et un rameau d'olivier dans les mains, debout face au spectateur sur ce qui semble être la margelle d'un puits. L'œuvre fait partie depuis 1946 des collections de la National Gallery, à Londres, au Royaume-Uni.
Une peinture à la composition similaire, également attribuée à Mantegna, se trouve au Petit Palais, à Paris, en France. Ce Maître du Monde présente le petit Jésus-Christ nu, remplace Joseph par Élisabeth et préfère un fond noir à la végétation chargée de fruits que l'on trouve dans le tableau londonien.

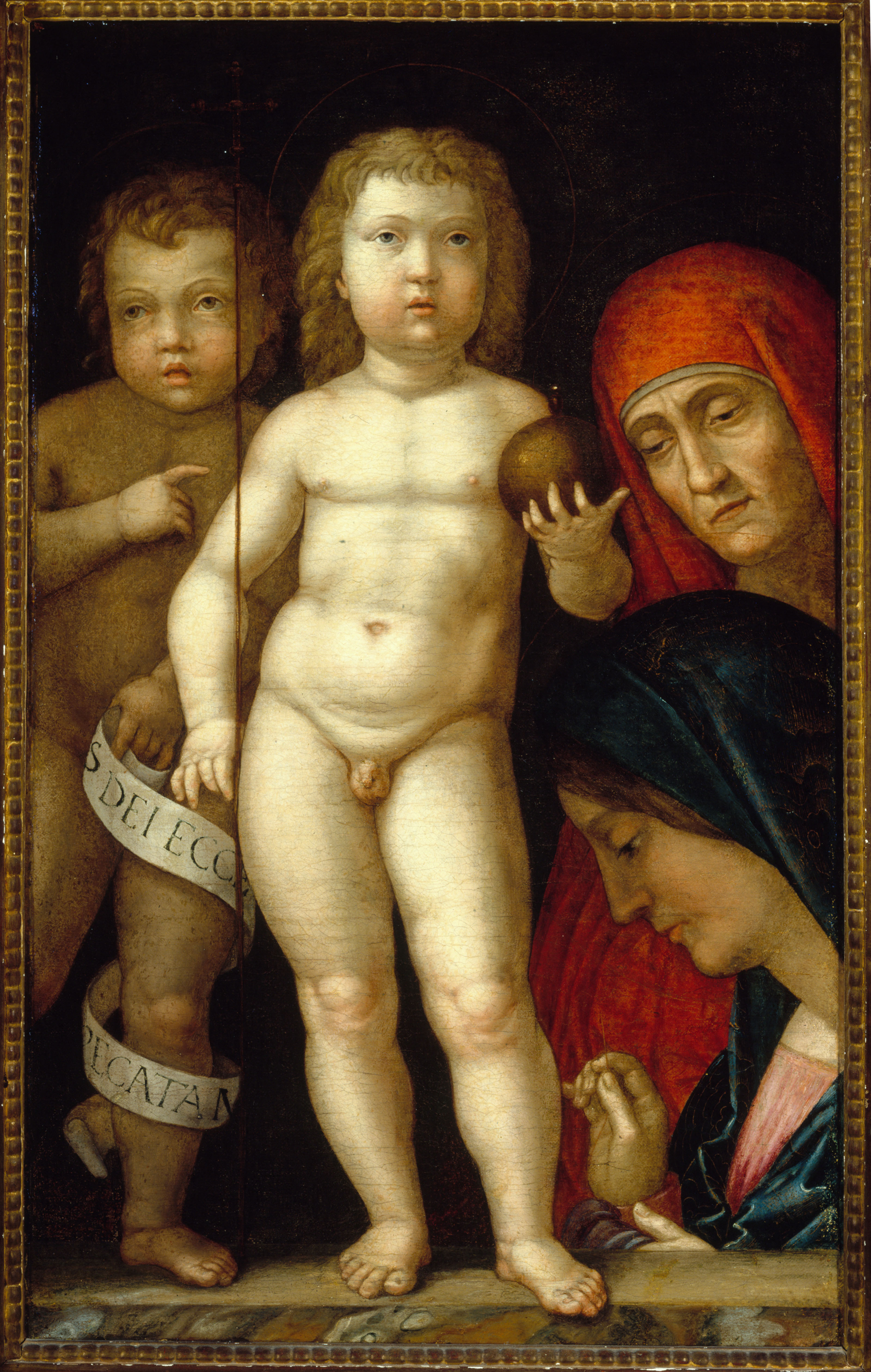
Le Maître du Monde, XVe siècle – Petit Palais, Paris.